# Heinrich Louis d'Arrest
Heinrich Louis d'Arrest (Berlijn, 12 maart 1822 – Kopenhagen, 13 juni 1875) was een Duits-Deens astronoom die werkzaam was in Duitsland en Kopenhagen. Hij ontdekte verschillende kometen, de planetoïde (76) Freia en 342 deep sky objecten. Hij was ook mede-ontdekker van de planeet Neptunus. Hij is vooral bekend om zijn onderzoek naar planetoïden en kometen, maar hij heeft tevens aan veel van de ontcijfering van clusters van sterrenstelsels deelgenomen.

## Biografie
D'Arrests voorouders waren Franse hugenoten, die in 1685 na de afschaffing van het Edict van Nantes naar Duitsland waren gevlucht.
D'Arrest studeerde wiskunde aan de Universiteit Berlijn. Gedurende deze tijd maakte hij astronomische berekeningen en waarnemingen van de hemel. Op 9 juli 1844 merkte hij een onbekende komeet op, maar de ontdekking van deze komeet werd toegekend aan de Franse astronoom Félix-Victor Mauvais (1809-1854) die de komeet twee dagen eerder ontdekte. Op 28 december 1844 ontdekte D'Arrest een andere komeet.
In 1845 werd hij assistent van Johann Franz Encke bij de Berlijnse Sterrenwacht. Samen met Johann Gottfried Galle ontdekt hij op 23 september 1846 de planeet Neptunus. Galle en D'Arrest doorzochten systematisch de hemel, op aanwijzingen van de Fransman Urbain Le Verrier, die de positie van de tot dan toe onbekende planeet Neptunus door de verstoringen in de baan van Uranus had berekend.
D'Arrest vertrok in 1848 naar de Sterrenwacht van de Universiteit Leipzig in Pleissenburg. Hier begon hij met een systematische positiebepaling van nevelachtige objecten. In 1850 kreeg hij een eredoctoraat van de Philosophischen Fakultät van de Universiteit Leipzig. In 1851 habiliteerde hij daar. Op 28 juni 1851 ontdekte hij de periodieke komeet 6P/d'Arrest. In datzelfde jaar publiceerde hij een verhandeling over de banen van kleine planeten. In het voorjaar van 1852 werd hij benoemd tot professor in de astronomie om een vertrek naar Washington DC tegen te houden. D'Arrest initieerde en bevorderde tevens de bouw van een nieuwe sterrenwacht in het Leipziger Johannistal.
Op 4 november 1851 trouwde hij in Leipzig Emilie Auguste Mobius (19 oktober 1822 in Leipzig - 28 december 1897 in Kopenhagen), de dochter van de astronoom en wiskundige August Ferdinand Möbius), met wie hij een dochter (Sophie Doris, 5 maart 1853) en een zoon (Louis, 31 maart 1855) had.
In september 1857 verliet D'Arrest Leipzig en werkte hij als professor in de astronomie aan de Universiteit van Kopenhagen. Met de 11-inch-Refractor (27,5 cm) van de sterrenwacht van Kopenhagen zette hij zijn onderzoek naar nevelige objecten voort en ontdekte honderden sterrenstelsels, sterrenhopen en nevels. Zijn observaties vatte hij in het in 1867 verschenen boek Siderum Nebulosorum Observationes Havnienses samen. Op 21 oktober 1862 ontdekte hij de planetoïde (76) Freia, die 200 km diameter meet.
D'Arrest leed in zijn laatste jaren aan zware hypochondrie. Hij overleed op de leeftijd van 52 jaar aan een hartfalen.

## Trivia
Heinrich d'Arrest heeft iets meer dan 330 deepsky objecten ontdekt die allen werden opgenomen in de New General Catalogue. Toch heeft d'Arrest ook een reeks voorgrondsterren waargenomen die tot het melkwegstelsel behoren. Ook deze werden in de NGC opgenomen.
NGC 162, NGC 272, NGC 358, NGC 370, NGC 607, NGC 616, NGC 843, NGC 1146, NGC 1420, NGC 2277, NGC 2278, NGC 2284, NGC 2285, NGC 2806, NGC 2879, NGC 3538, NGC 3932, NGC 4170, NGC 4171, NGC 4367, NGC 4398, NGC 4426, NGC 5160, NGC 6892, NGC 6896, NGC 6966, NGC 7005, NGC 7148, NGC 7161, NGC 7304, NGC 7799.